# 鹿児島県立工業専門学校 (旧制)
鹿児島県立工業専門学校 （かごしまけんりつこうぎょうせんもんがっこう） は、1945年 （昭和20年） に設立された旧制専門学校。
| 鹿児島県立工業専門学校 （鹿児島工専） | 鹿児島県立工業専門学校 （鹿児島工専） |
| ------------------------------------- | ------------------------------------- |
| 創立                                  | 1945年                                |
| 所在地                                | 鹿児島市                              |
| 初代校長                              | 梶島二郎                              |
| 廃止                                  | 1951年                                |
| 後身校                                | 鹿児島県立大学 （現 鹿児島大学）      |
| 同窓会                                | 鹿児島大学 工学部同窓会               |

## 概要
- 第二次世界大戦下における工業技術者確保のために、国策に合わせて増設された工業専門学校 （旧称 高等工業学校） の一つ。
- 本科 （修業年限3年） に機械科、電気科、建築科、化学工業科を設置した。
- 学制改革に伴い、県立鹿児島大学工学部となった （後の鹿児島県立大学工学部、現 鹿児島大学工学部）。
- 同窓会は 「鹿児島大学工学部同窓会」 と称し、旧制工専・新制工学部合同の会である。

## 沿革
- 1943年11月： 鹿児島県議会にて、工業専門学校設置動議。
- 1944年1月： 岩崎産業社長 （当時） 岩崎與八郎より 100万円寄附の申し出。
- 1944年5月： 県立工業専門学校創立準備委員会設置。
- 1944年12月： 鹿児島県議会、県立工業専門学校設立議決。
- 1945年1月： 鹿児島県立工業専門学校設立認可。
- 1945年4月： 開校。
  - 本科 （修業年限3年） に機械科、電気科、建築科、化学工業科を設置。
  - 県立工業学校 （現 鹿児島県立鹿児島工業高等学校） に併設された。
  - 戦況悪化により、授業開始は延期。
- 1945年6月： 鹿児島空襲により本館・講堂を焼失 （実験室・実習工場のみ残った）。
- 1945年10月： 始業式。2日、授業開始。
- 1945年11月： 鹿児島市伊敷町の旧兵舎に移転。
- 1948年4月： 事務室を伊敷町に移転。
- 1948年7月： 旧制県立鹿児島医科大学と共に、「県立鹿児島大学」 設置を申請。
- 1949年2月： 新制県立鹿児島大学設置認可。
- 1949年4月： 県立鹿児島大学開学。
  - 旧制鹿児島県立工専は、工学部 （機械工学科、電気工学科、建築学科、応用化学科） の母体となった。
- 1949年6月： 鹿児島県立大学と改称。
- 1951年3月： 旧制鹿児島県立工業専門学校廃止。

## 校地
創立当初は県立鹿児島工業学校に併設されたが、授業開始を延期している間に空襲で校舎を失った。終戦後の1945年11月、鹿児島市伊敷町 （現 下伊敷） の旧西部十八部隊跡に移転し、元兵舎を校舎として使用した。伊敷校地は後身の鹿児島県立大学工学部に引き継がれた。

## 歴代校長
- 梶島二郎
  - 元・東京工業大学教授。

## 関連書籍
- 鹿児島大学五十年史編集委員会（編）　『鹿児島大学五十年史』　鹿児島大学、2000年5月。